# Dup Unternehmer-Magazin
Das Dup Unternehmer-Magazin, Eigenschreibung: DUP UNTERNEHMER-Magazin (früher DUB Unternehmer-Magazin), ist eine deutsche Wirtschaftszeitschrift, die seit 2015 erscheint. Sie richtet sich an Unternehmer, Führungskräfte und wirtschaftlich Interessierte und behandelt Themen aus den Bereichen Digitalisierung, Innovation und Unternehmensführung.
Herausgeberin des Magazins ist die ehemalige Bundeswirtschafts- und Justizministerin Brigitte Zypries, Verleger ist Jens de Buhr. Die Zeitschrift erscheint mit einer Auflage von mehr als 290.000 Exemplaren und ist damit Deutschlands der Auflage nach zweitstärkster Wirtschaftstitel (hinter der Wirtschaftszeitung aktiv).  Das Dup Unternehmer-Magazin ist sowohl am Kiosk als auch als Beilage in der Frankfurter Allgemeine Sonntagszeitung (FAS) und der Süddeutschen Zeitung am Wochenende (SZ am Wochenende).